# Mezanino

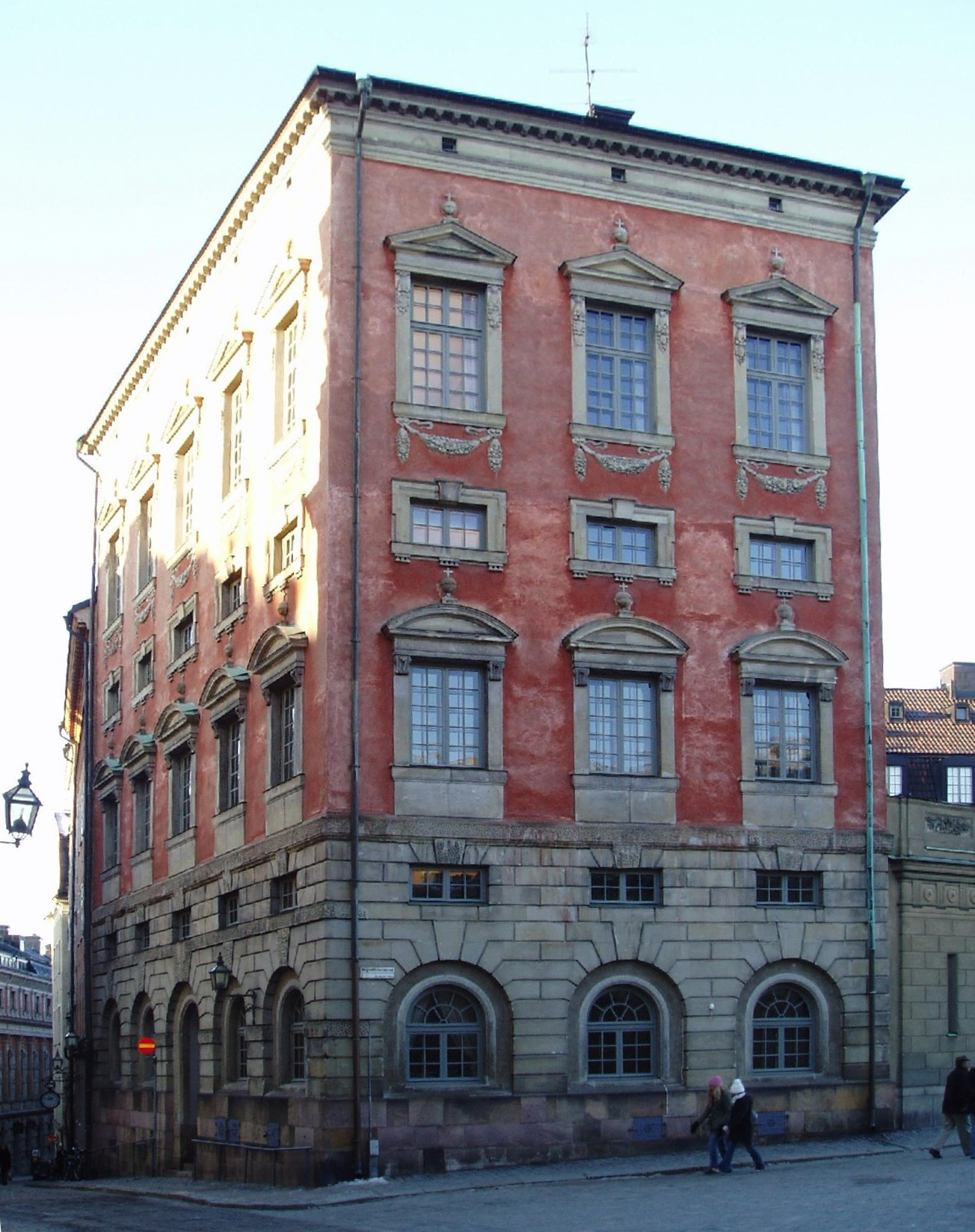
O Axel Oxenstiernas Palast, um palácio de Estocolmo com um mezanino clássico identificável pelas janelas menores entre dois pisos.

Em arquitetura, um mezanino (do italiano mezzanino) é um nível particular do edifício situado entre o piso térreo e o primeiro andar, normalmente rebaixado, e que não entra no cálculo total dos andares.

## Arquitetura industrial

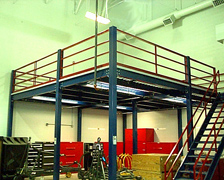
Um mezanino industrial feito em aço para armazenagem.

Por extensão de sentido, mezanino denomina também um tipo de plataforma, geralmente desmontável, que permite o movimento de pessoas e/ou equipamentos tanto em sua parte inferior como na parte superior. Ao mezanino se acede por uma escada situada quase sempre no interior do edifício.
O mezanino é uma alternativa arquitetônica de baixo custo para o aumento da área útil das construções, especialmente em galpões.

### Estrutura
A estrutura do mezanino geralmente é feita em guarda corpo de ferro ou de aço inox. Também pode ser feita em madeira, tendo esta limitações de volume e peso devido a serem menos resistentes que o aço e exigirem cuidados especiais, nomeadamente o risco de incêndio, insetos, roedores etc. (Fernandes, 1981, p. 114)
Considera-se mezanino, o andar acima que intermedeia o pé direito do compartimento de área superior, seja de estrutura de concreto, ferro, madeira ou outros materiais, cuja finalidade é aumentar a área da unidade imobiliária, independentemente de sua destinação.
Na linguagem técnica e na linguagem comum, designa-se por piso intermédio ou meio-piso, um piso que não ocupa a totalidade da área de implantação definida pelo perímetro das paredes exteriores do compartimento ou do edifício (DGOTDU, 2009).
Para efeito das disposições do Código de Obras e Edificações brasileiro (COE), é o pavimento intermediário entre dois andares, que pode ocupar área máxima entre um terço e metade da área do piso da loja, dependendo da legislação vigente de cada município. O mezanino não é considerado na área total da edificação.
O objetivo do mezanino é aumentar a área disponível no armazém ou galpão, podendo ser alojados sobre este várias funções como escritórios, áreas de armazenagem etc.
Atualmente seu uso é bastante apropriado para galpões na utilização de área administrativa podendo ocupar até 100% da área do piso imediatamente inferior. No caso de galpões, muitas vezes, acaba sendo chamado de galpão de dois pisos ou mezanino de 100%. Ambas denominações estão corretas, pois visam melhorar o aproveitamento do terreno e do galpão. Galpões de dois pisos já são muito comuns em todo Brasil.